# Кырджали (водохранилище)
Кырджали (болг. Кърджали) — водохранилище на юге Болгарии, первый из трёх крупных искусственных водоёмов, образующих каскад на реке Арде (другие два — Студен-Кладенец и Ивайловград). До 1990 года входило в перечень «100 туристических объектов Болгарии».

## Местоположение
Водоём расположен к северо-западу от города Кырджали, плотина находится примерно в 3 км от города. Доступ на плотину ограничен, запрещена фото- и видеосъёмка на плотине.

## История
Плотина возводилась в 1957—1963 годах. Плотина бетонная, арочно-гравитационная, высотой 103,5 метров, объём воды в водохранилище по проекту — 539,9 млн кубических метров (фактический объём меньше из-за накопления отложений на дне). Плотина занимает третье место по высоте в Болгарии, а по форме, конструкции и исполнению — единственная на Балканском полуострове. Это одна из немногих плотин в мире, непосредственно возвышающихся над относительно крупным населённым пунктом.

## Общие данные
Площадь водосбора — 1882 квадратных километров. Среднегодовой приток — 30,5 м³/с. Рабочие уровни от 324,3 м до 285 м. Затопленная площадь — 16,4 км².

## ГЭС «Кырджали»

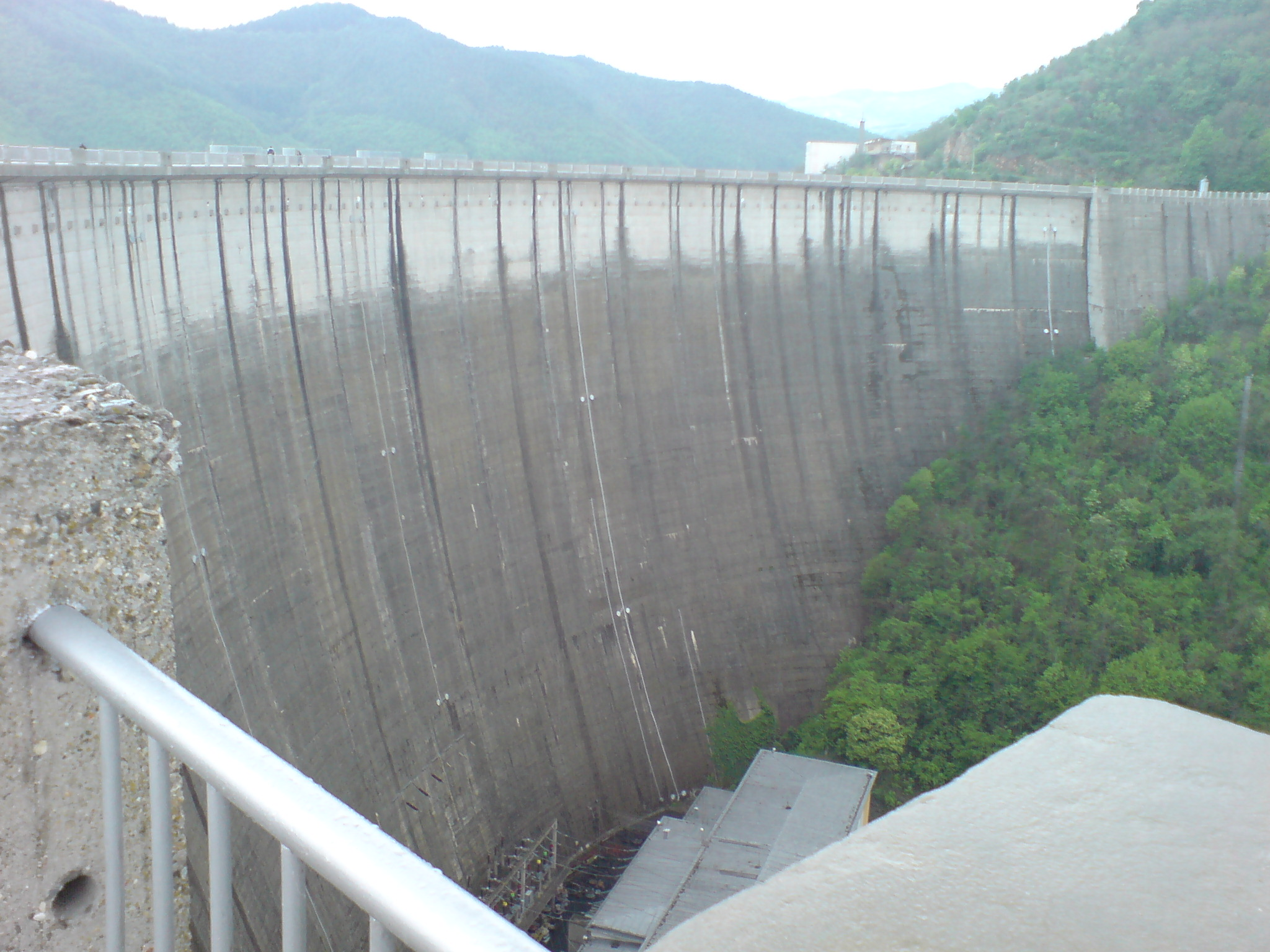
Плотина ГЭС «Кырджали»

Основное предназначение плотины и водохранилища — производство электроэнергии на ГЭС «Кырджали». Вода из водохранилища используется и для нужд промышленности в городе Кырджали, а также для орошения.
Здание ГЭС расположено под плотиной, общая четырёх турбин мощность 106 МВт. Производство за год — 160 ГВт⋅ч.
В 2007—2010 годах произведён ремонт сооружений ГЭС.

## Рыборазведение
Водохранилище обрыблено сомами и сазанами. Также на поверхности в садках выращивают осетров на икру и мясо.
Производство электроэнергии иногда вступает в конфликт с производством рыбы в водохранилище. Так в засуху летом 2017 года на водохранилище приезжала министр энергетики Болгарии Т. Петкова, обещала рыбоводам сократить сброс воды, чтобы поддержать уровень в водохранилище.
В водохранилище также отмечены случаи браконьерского лова рыбы, так в апреле 2011 года по сигналу рыболова-любителя из воды была извлечена 350-метровая сеть.

## Спорт
В 2015 году кырджалийский пловец Величко Карабоюков, тренер местной команды по водному поло, проплыл от хижи Боровица до плотины Кырджалийской ГЭС расстояние около 20 километров. На этот путь у него ушло 4 часа и 24 минуты. На финише у плотины спортсмена встретили болельщики, в том числе кмет города Кырджали Хасан Азис. На следующий год Карабоюков сумел привлечь 38 других спортсменов в возрасте от 10 до 50 лет к участию в заплыве по водохранилищу.